# Every Little Step
Every Little Step (br: Por Trás de A Chorus Line) é um filme-documentário norte-americano de 2008, dirigido por James D. Stern e Adam Del Deo. Ele mostra o processo de seleção do elenco da remontagem do musical A Chorus Line e explora a história do superpremiado fenômeno de bilheteria dos anos 70, começando com as entrevistas informais feitas por Michael Bennett, o diretor e coreógrafo da montagem original, com dançarinos da Broadway, que serviram de base para a história.
Três mil dançarinos apareceram para o primeiro dia de seleção da remontagem em Nova York.  Algumas das histórias deles são intercaladas no filme com as lembranças de alguns dos membros originais do elenco de 1975, incluindo Donna McKechnie e Baayork Lee, o compositor Marvin Hamlisch e Bob Avian, co-coreógrafo da montagem original e diretor da remontagem de 2006. Além deles, o filme mostra em detalhes o processo de seleção e de audição de diversos atores, cantores e bailarinos, anônimos ou conhecidos no meio dos musicais dos teatros de Nova York, aos papéis de integrantes da linha do coro original.
O documentário teve seu lançamento mundial no Festival Internacional de Cinema de Toronto em setembro de 2008 e foi lançado comercialmente nos cinemas do Japão no mês seguinte, com o título de Broadway, Broadway. Sua estréia nos Estados Unidos se deu em 17 de abril de 2009, em alguns cinemas de arte selecionados.

## Recepção
O crítico do The Japan Times, Kaori Shoji, escreveu que o filme "joga fora o efeito de eco de sua premissa, o musical original, com perícia, graça e simpatia sincera. É claramente um trabalho de pessoas que amam os dançarinos, estejam eles sorrindo no centro das atenções ou lutando contra as lágrimas após um teste mal-sucedido." The New York Times resenhou que "há uma semelhança apenas superficial entre Every Little Step e os atuais reality-shows da tv, em que pessoas comuns usam de seus talentos na busca pela luz dos holofotes. Mas  estes programas são espetáculos de amadorismo perseguindo o status de celebridade, o que não poderia estar mais distante do que os diretores, tendo em conta as intenções originais de Michael Bennett, resolveram honrar. Os 17 integrantes da linha do coro - e os milhares como eles, incluindo os que sonhavam em representá-los - são profissionais, e um dos nomes que eles deram à glória que procuram é trabalho. O outro é amor."
Kenneth Turan, crítico do Los Angeles Times escreveu que "o filme não mostra nada de inesperado, e nem precisa. Ele é um imperdível esforço que sabe como agradar". A revista Rolling Stone considerou o filme "uma excitante combinação de documentário e musical, que emociona os corações" e o crítico do Wall Street Journal, Joe Morgenstern, foi emotivo em sua resenha: "Há quanto tempo um filme deixa você sem ter o que dizer? Para mim faz uma semana. Quando as luzes se acenderam ao término da projeção de Every Little Step, eu e um amigo olhamos um para o outro e o máximo que pudemos fazer foi engolir em seco e emitir pequenos suspiros".

## Prêmios
Every Little Step (frase tirada da letra original de "One", a música-assinatura de A Chorus Line) ganhou o Satellite Awards de melhor documentário de 2009.